# Расселл, Керри
Керри Расселл — ямайская легкоатлетка, которая специализируется в беге на 100 метров. Бронзовая призёрка чемпионата мира среди юниоров 2006 года. Победительница Универсиады 2011 года и чемпионка мира в эстафете 4×100 метров 2013 года.

## Достижения
- 2013:  Memorial Van Damme — 10,99
- 2013:  Rieti IAAF World Challenge — 22,62